# Dysmicoccus racemus
Dysmicoccus racemus är en insektsart som beskrevs av Mckenzie 1967. Dysmicoccus racemus ingår i släktet Dysmicoccus och familjen ullsköldlöss. Inga underarter finns listade i Catalogue of Life.